# ادوارد دوهورست
ادوارد دوهورست (انگلیسی: Edward Dewhurst؛ زاده ۸ آوریل ۱۸۷۰ - درگذشته ۲۵ فوریه ۱۹۴۱) یک تنیس‌باز اهل استرالیا بود.